# Agonita pallipes
Agonita pallipes es un coleóptero de la familia Chrysomelidae.
Fue descrita científicamente por primera vez en 1933 por Spaeth.